# Condylostylus setitarsis
Condylostylus setitarsis är en tvåvingeart som beskrevs av Van Duzee 1931. Condylostylus setitarsis ingår i släktet Condylostylus och familjen styltflugor. Inga underarter finns listade i Catalogue of Life.